# One Detroit Center
El One Detroit Center, también conocido como Ally Detroit Center, es un rascacielos situado en el 500 Woodward Avenue que domina el Distrito Financiero de  Detroit, la ciudad más poblada del estado de Míchigan (Estados Unidos). Con una altura de 189 metros, la torre de 43 pisos es el segundo edificio más alto de Míchigan superado solo por la torre central del hotel del Renaissance Center, situada a pocas cuadras de distancia. Fue diseñada por Philip Johnson y John Burgee.

## Arquitectura
Fue diseñado por John Burgee y Philip Johnson, dos notables arquitectos de estilo posmoderno. El One Detroit Center se construyó entre 1990 y 1993. Alberga bufetes de abogados prominentes de Detroit y PricewaterhouseCoopers. Además de tiendas, tiene un restaurante y un gimnasio. Cuenta con 22 ascensores.
Es famoso por su diseño arquitectónico posmoderno rematado con agujas neogóticas de inspiración flamenca que se mezclan arquitectónicamente con el horizonte histórico de la ciudad. Está construido principalmente de granito. 
A veces llamada "estructura gótica gemela", por sus pares de agujas, está orientada de norte a sur y de este a oeste (como se menciona en una placa a lo largo del parque de la costa de Windsor). Alberga semjanzas formales con el 100 East Wisconsin (1989) de Milwakee, cuyo diseño reinterpreta elementos de la arquitectura germano-estadounidense.
El One Detroit Center ganó un Premio a la Excelencia por su diseño en 1996. Las réplicas de One Detroit Center se han convertido en un artículo de recuerdo junto con las de otros rascacielos de Detroit.
Los planes de proyecto para una torre gemela directamente al este, Two Detroit Center, fueron puestos en espera indefinidamente. En 2002 se construyeron dos estacionamientos en el centro de Detroit.

## Galería

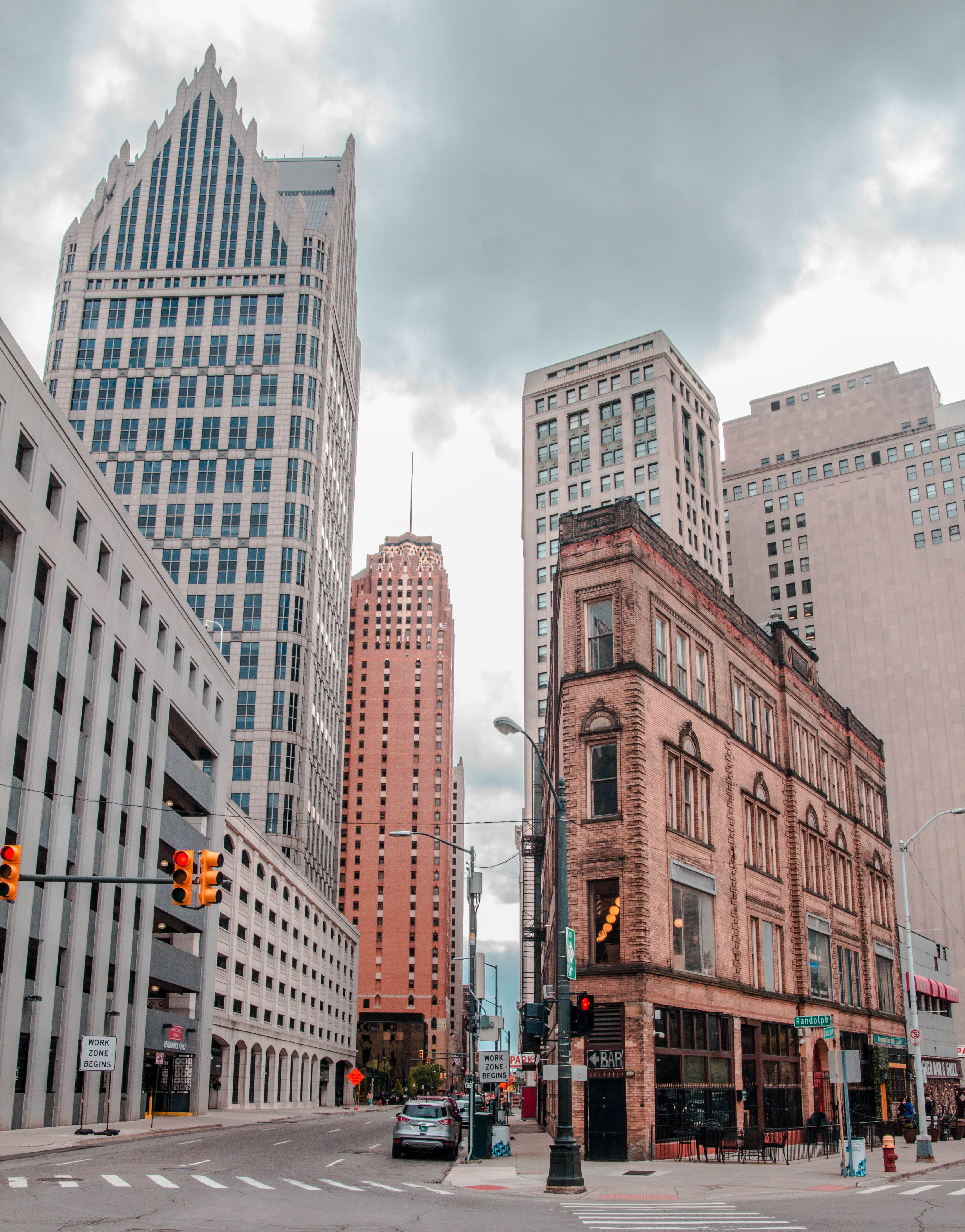
En el Distrito Financiero
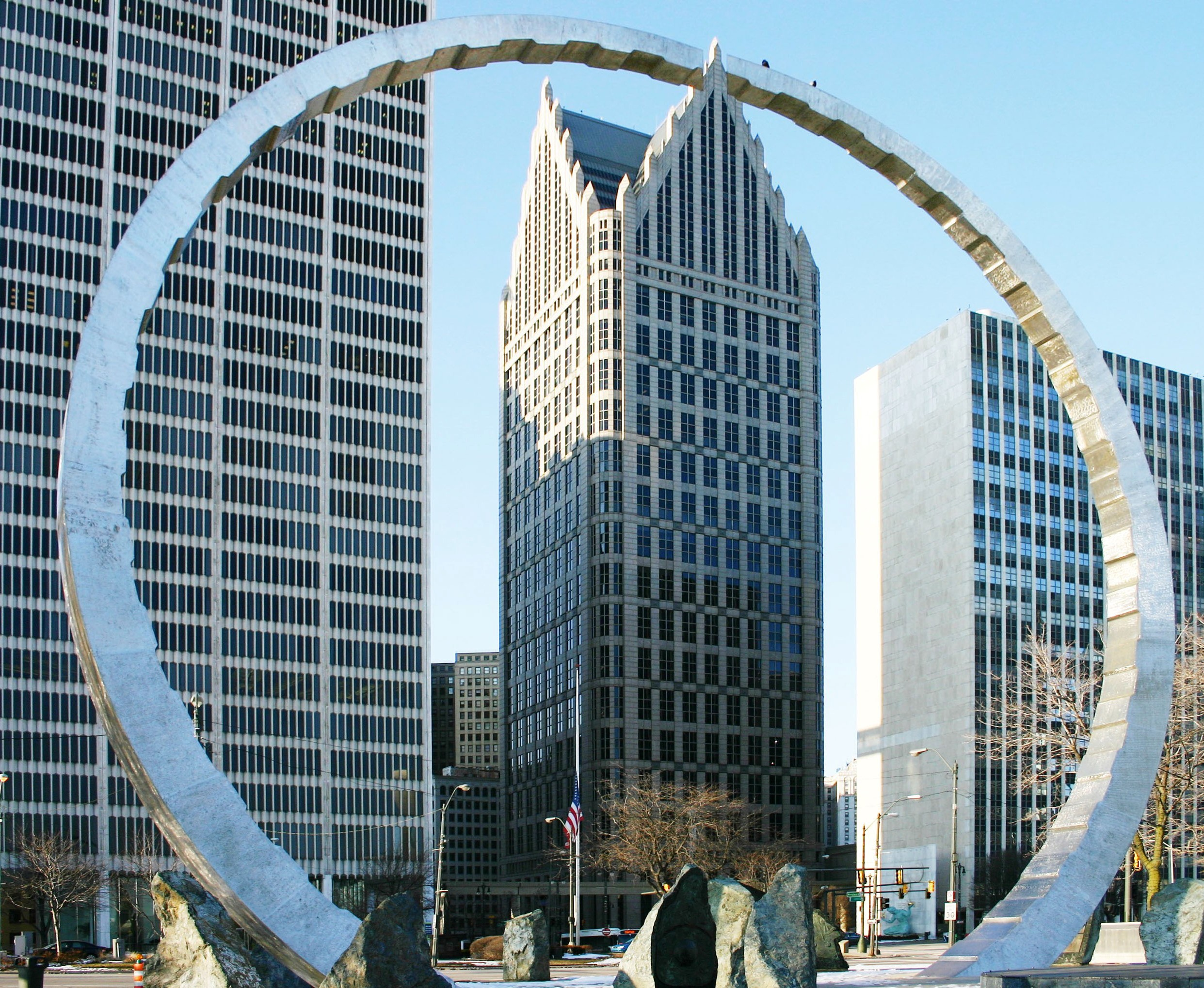
Desde la Philip A. Hart Plaza
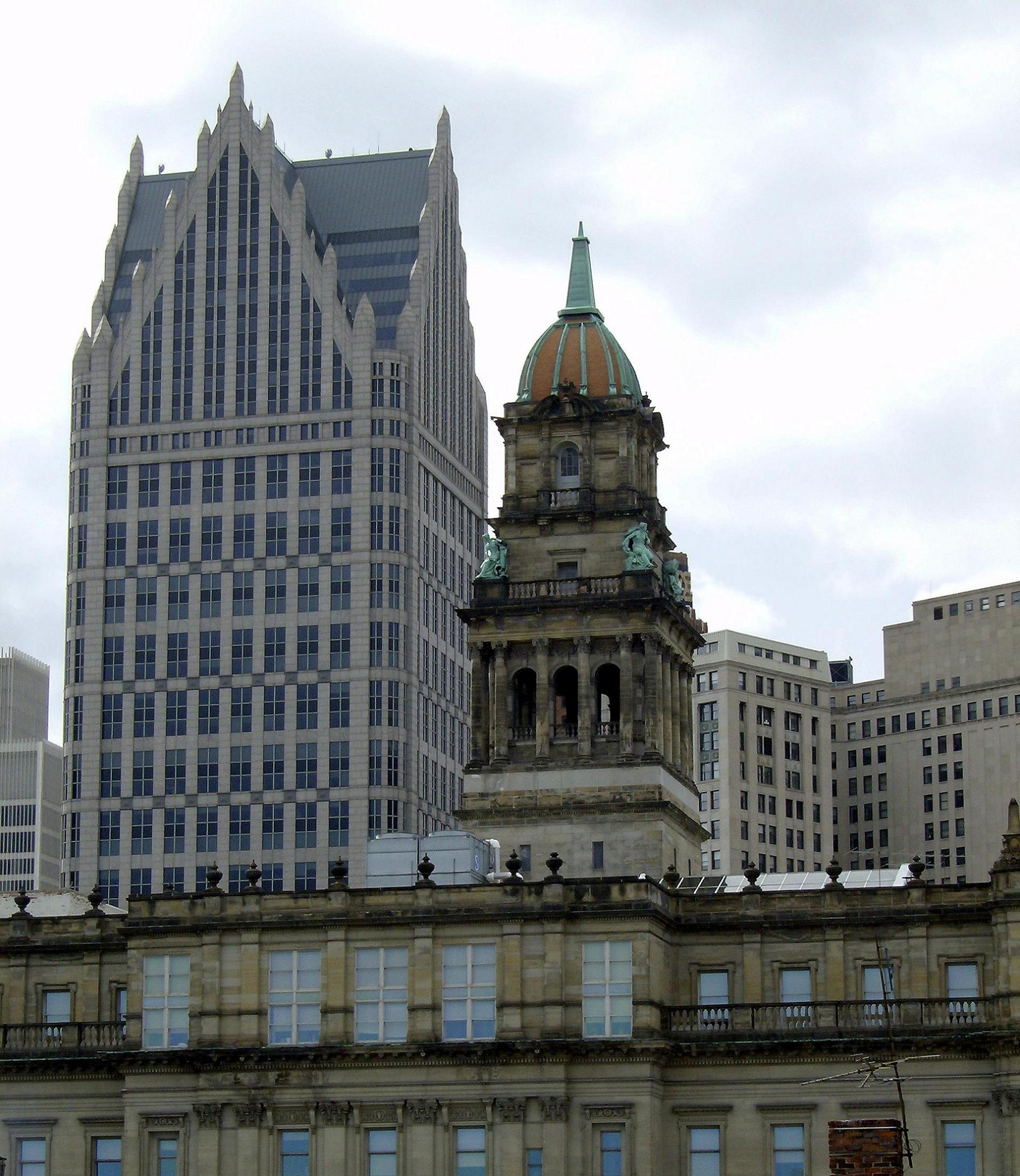
Con el Wayne County Building